# Ремедиуш
Ремедиуш (порт. Remédios) — район (фрегезия) в Португалии, входит в округ Азорские острова. Расположен на острове Сан-Мигел. Является составной частью муниципалитета Понта-Делгада. Население составляет 997 человек на 2001 год. Занимает площадь 5,56 км².